# Добровляны (Калушский район)
Добровляны (укр. Добровляни) — село в Новицкой сельской общине Калушского района Ивано-Франковской области Украины.
Население по переписи 2001 года составляло 1493 человека. Занимает площадь 8,17 км². Почтовый индекс — 77361. Телефонный код — 03472.